# Goniodes colchici
Goniodes colchici är en insektsart som beskrevs av Henry Denny 1842. Enligt Catalogue of Life ingår Goniodes colchici i släktet medusalöss och familjen fjäderlöss, men enligt Dyntaxa är tillhörigheten istället släktet medusalöss och familjen Goniodidae. Arten är reproducerande i Sverige. Inga underarter finns listade i Catalogue of Life.